# 貞觀盛事
《貞觀盛事》是中華人民共和國一部由上海電影（集團）有限公司、上海京劇院、上海廣播電視台及首都京胡藝術研究會共同推出的3D全景聲京劇電影，時長約120分鐘。電影講述的是唐朝魏征勸諫唐太宗的故事。主演為尚长荣与关栋天，導演為滕俊杰。電影在上海松江車墩影視基地拍攝，2019年首映，2020年11月28日獲得第33屆中國電影金雞獎最佳戲曲片獎。